# Campo di concentramento di Sparanise

Il campo di concentramento di Sparanise (in tedesco Auffanglager Sparanise) fu un campo di concentramento costruito dall'esercito tedesco il 14 settembre 1943 a Sparanise.

## Storia
In origine il campo fu allestito in un deposito militare costruito nel 1940 dagli italiani e confiscato dai tedeschi, per internarvi prigionieri di guerra britannici, ma, subito dopo l'armistizio di Cassibile, i militari vi internarono temporaneamente militari e civili italiani (in particolare i rastrellati consegnati dalla Panzer-Division "Hermann Göring" e dal comandante militare di Napoli, colonnello Walter Scholl), del cui prelevamento se ne occupò la 16. Panzer-Division, al comando di Schenker, addetto alla supervisione del campo, in attesa di essere impiegati come manodopera nei campi di concentramento in Germania e in altri territori, in larga parte al campo di concentramento di Dachau.

Brunello Riccio Flentjen, uno dei deportati nel campo, scrive nella sua opera 663 giorni 662 notti. Storia di una deportazione che: 
(Brunello Riccio Flentjn, 663 giorni 662 noti, Istituto Grafico Editoriale Italiano, 1996.)

## La resistenza
Il politico e militare Corrado Graziadei riportò che: 

## Struttura del campo
Il campo era recintato da alti reticolati ed era sorvegliato incessantemente da sentinelle tedesche. Inoltre, nel deposito merci della stazione di Sparanise, un capannone in muratura di tufo, erano conservate centinaia di pareti di legno utilizzate per costruire le baracche in legno di pino, abete, massello di abete e rivestite ai lati da tavole di 13 cm anch'esse di abete.

## La vita nel campo

### Condizioni dei prigionieri
Il professore Giovanni Spera riportò che le condizioni dei prigionieri erano proibitive: